# Vissenbjerg Sogn
Vissenbjerg Sogn er et sogn i Assens Provsti (Fyens Stift).
I 1800-tallet var Vissenbjerg et selvstændigt pastorat. Det hørte til Odense Herred i Odense Amt. Vissenbjerg sognekommune var ved kommunalreformen i 1970 stor nok til selv at danne Vissenbjerg Kommune, der ved strukturreformen i 2007 indgik i Assens Kommune.
I Vissenbjerg Sogn ligger Vissenbjerg Kirke.
I sognet findes følgende autoriserede stednavne:
- Andebølle (bebyggelse, ejerlav)
- Andebølle Storskov (bebyggelse)
- Andebøllemose (bebyggelse)
- Andebølleskov (bebyggelse)
- Assenbølle (bebyggelse, ejerlav)
- Baghave Huse (bebyggelse)
- Bred (bebyggelse, ejerlav)
- Bred Mosehuse (bebyggelse)
- Brønserod (bebyggelse, ejerlav)
- Duedal Huse (bebyggelse)
- Fuglsang (bebyggelse)
- Gadsbølle (bebyggelse, ejerlav)
- Gammelmark (bebyggelse)
- Grøftebjerg (bebyggelse, ejerlav)
- Grønnehave (bebyggelse)
- Hesbjerg Huse (bebyggelse)
- Hestehave (bebyggelse)
- Højbjerg Huse (bebyggelse)
- Højbjerglund (bebyggelse)
- Kelstrup (bebyggelse, ejerlav)
- Kelstrupskov (bebyggelse, ejerlav)
- Kildebjerg (bebyggelse, ejerlav)
- Koelbjerg (bebyggelse, ejerlav)
- Kyllensten (bebyggelse)
- Kådekilde (bebyggelse, ejerlav)
- Låninggårde (bebyggelse)
- Magtenbølle (bebyggelse, ejerlav)
- Magtenbølle Mark (bebyggelse)
- Magtenbølle Skovlav (bebyggelse)
- Magtenbølletorn (bebyggelse)
- Neverkær (areal, bebyggelse)
- Nøjsomhed (bebyggelse)
- Ornebjerg (bebyggelse)
- Ornebjerglund (bebyggelse)
- Ravnemark (bebyggelse)
- Rold (bebyggelse, ejerlav)
- Roldsløkker (bebyggelse)
- Rønholt (bebyggelse)
- Røverskoven (bebyggelse)
- Savmose (bebyggelse)
- Sellebjerg (bebyggelse)
- Sevadshuse (bebyggelse)
- Skalbjerg (bebyggelse, ejerlav)
- Skallebølle (bebyggelse, ejerlav)
- Skovsby (bebyggelse, ejerlav)
- Skovsted (bebyggelse)
- Skønborg (bebyggelse)
- Skårenborg (bebyggelse)
- Sprattenborg (bebyggelse)
- Sveltegyden (bebyggelse)
- Vissenbjerg (bebyggelse)